# 24: Élj egy új napért
A 24: Élj egy új napért (eredeti címén 24: Live Another Day) amerikai dráma, akció és politikai thriller sorozat, a 24 című televíziós sorozat kvázi 9. évada, mely az eredeti évadokhoz képest mindössze 12 epizódból áll, de ugyanúgy egy nap eseményeit mutatja be. (A forgatókönyv fedlapján is a 9. nap felirat szerepel.)
A kultikus sorozat folytatása meglepő fordulat volt azok után, hogy a hírek régóta csak a mozifilm terveiről szóltak, ám a megvalósítás váratott magára. A Fox 2013 májusában jelentette be, hogy inkább egy rövidített évaddal próbálkozik, mely megőrzi a valós időben játszódó stílust, csupán az utolsó részben lesz egy időbeli ugrás. A történet 4 évvel a 8. évad cselekményei után játszódik, Londonban.
Az új évad első részét az amerikai Fox csatorna 2014. május 5-én mutatta be, s a magyar Fox is hamarosan (2014. május 26-tól) műsorára tűzte magyar szinkronnal. A sorozathoz egy 20 perces werkfilm is készült, melyet először 2014. május 20-án lehetett látni Magyarországon Jack Is Back címmel.

## Szereplők

### Főszereplők
| Színész           | Szerep             | Epizódok száma | Magyar hang     |
| ----------------- | ------------------ | -------------- | --------------- |
| Kiefer Sutherland | Jack Bauer         | 12             | Kőszegi Ákos    |
| Mary Lynn Rajskub | Chloe O’Brian      | 12             | Zsigmond Tamara |
| Kim Raver         | Audrey Raines      | 12             | Németh Borbála  |
| William Devane    | James Heller elnök | 12             | Papp János      |
| Michael Wincott   | Adrian Cross       | 11             | Kárpáti Levente |
| Yvonne Strahovski | Kate Morgan        | 12             | Spilák Klára    |
| Benjamin Bratt    | Steve Navarro      | 10             | Tokaji Csaba    |
| Tate Donovan      | Mark Boudreau      | 12             | Fazekas István  |
| Michelle Fairley  | Margot al-Harazi   | 9              | Simorjay Emese  |
| Tzi Ma            | Cheng Zhi          | 3              | Végh Péter      |

## Epizódok
| Rész | Cím                 | Rendezte      | Eredeti bemutató | Magyar bemutató     | Eredeti nézettség (millió ember) |
| ---- | ------------------- | ------------- | ---------------- | ------------------- | -------------------------------- |
| 1    | 11 és 12 óra között | Jon Cassar    | 2014. május 5.   | 2014. május 26.     | 8,06                             |
| 2    | 12 és 13 óra között | Jon Cassar    | 2014. május 5.   | 2014. június 2.     | 8,06                             |
| 3    | 13 és 14 óra között | Adam Kane     | 2014. május 12.  | 2014. június 9.     | 6,48                             |
| 4    | 14 és 15 óra között | Adam Kane     | 2014. május 19.  | 2014. június 16.    | 5,72                             |
| 5    | 15 és 16 óra között | Omar Madha    | 2014. május 26.  | 2014. június 23.    | 5,71                             |
| 6    | 16 és 17 óra között | Omar Madha    | 2014. június 2.  | 2014. június 30.    | 6,18                             |
| 7    | 17 és 18 óra között | Jon Cassar    | 2014. június 9.  | 2014. július 7.     | 6,28                             |
| 8    | 18 és 19 óra között | Jon Cassar    | 2014. június 16. | 2014. július 14.    | 5,63                             |
| 9    | 19 és 20 óra között | Milan Cheylov | 2014. június 23. | 2014. július 21.    | 5,71                             |
| 10   | 20 és 21 óra között | Milan Cheylov | 2014. június 30. | 2014. július 28.    | 5,72                             |
| 11   | 21 és 22 óra között | Jon Cassar    | 2014. július 7.  | 2014. augusztus 4.  | 5,96                             |
| 12   | 22 és 11 óra között | Jon Cassar    | 2014. július 14. | 2014. augusztus 11. | 6,47                             |